# Pimelodella roccae
Pimelodella roccae és una espècie de peix de la família dels heptaptèrids i de l'ordre dels siluriformes.

## Morfologia
Els mascles poden assolir els 18,2 cm de llargària total.

## Distribució geogràfica
Es troba a Amèrica: Perú i Bolívia.